# 沙爾馬 (馬里蘭州)
沙爾馬（英語：Shallmar）是位於美國馬里蘭州加勒特縣的一個非建制地區。

## 地理
沙爾馬所處的海拔為高於海平面515米（即1690英呎），而該地所採用的時區為UTC-5，即北美东部時區（EST）。同時該地設有夏令時間，為UTC-5調快一小時，即UTC-4（EDT）。